# Pallacanestro 3x3 maschile ai XVIII Giochi del Mediterraneo
Il torneo di pallacanestro 3x3 maschile ai XVIII Giochi del Mediterraneo si è svolto dal 27 al 29 giugno 2018 all'Auditorio Camp de Mart di Tarragona.
La vittoria finale è andata alla Francia che ha sconfitto 16-15 l'Italia ai tempi supplementari, completa il podio la Slovenia che nella finale valevole per il bronzo ha avuto la meglio sulla Grecia vincendo 18-11.

## Squadre partecipanti
| Confederazione | Squadra                      |
| -------------- | ---------------------------- |
| FIBA Africa    | Tunisia                      |
| FIBA Europe    | Andorra                      |
| FIBA Europe    | Cipro                        |
| FIBA Europe    | Croazia                      |
| FIBA Europe    | Francia                      |
| FIBA Europe    | Grecia                       |
| FIBA Europe    | Italia                       |
| FIBA Europe    | Macedonia                    |
| FIBA Europe    | Portogallo                   |
| FIBA Europe    | Serbia                       |
| FIBA Europe    | Slovenia                     |
| FIBA Europe    | Spagna (Paese organizzatore) |
| FIBA Europe    | Turchia                      |

## Torneo

### Fasi a gironi

#### Gruppo A
| Squadra  | V - P | Pf - Ps | +/- |
| -------- | ----- | ------- | --- |
| Slovenia | 1 - 1 | 40 - 33 | +7  |
| Grecia   | 1 - 1 | 36 - 39 | -3  |
| Spagna   | 0 - 2 | 35 - 39 | -4  |

| Data           | Partita  | Partita | Partita  |
| -------------- | -------- | ------- | -------- |
| 27 giugno 2018 | Grecia   | 16 - 21 | Slovenia |
| 28 giugno 2018 | Slovenia | 19 - 17 | Spagna   |
| 28 giugno 2018 | Spagna   | 18 - 20 | Grecia   |

#### Gruppo B
| Squadra | V - P | Pf - Ps | +/- |
| ------- | ----- | ------- | --- |
| Italia  | 1 - 1 | 39 - 24 | +15 |
| Croazia | 1 - 1 | 36 - 38 | -2  |
| Tunisia | 1 - 1 | 25 - 38 | -13 |

| Data           | Partita | Partita | Partita |
| -------------- | ------- | ------- | ------- |
| 28 giugno 2018 | Italia  | 21 - 5  | Tunisia |
| 28 giugno 2018 | Tunisia | 20 - 17 | Croazia |
| 29 giugno 2018 | Italia  | 18 - 19 | Croazia |

#### Gruppo C
| Squadra   | V - P | Pf - Ps | +/- |
| --------- | ----- | ------- | --- |
| Serbia    | 2 - 0 | 43 - 20 | +23 |
| Macedonia | 1 - 1 | 30 - 38 | -8  |
| Andorra   | 0 - 2 | 27 - 42 | -15 |

| Data           | Partita | Partita | Partita   |
| -------------- | ------- | ------- | --------- |
| 27 giugno 2018 | Andorra | 10 - 22 | Serbia    |
| 28 giugno 2018 | Serbia  | 21 - 10 | Macedonia |
| 28 giugno 2018 | Andorra | 17 - 20 | Macedonia |

#### Gruppo D
| Squadra    | V - P | Pf - Ps | +/- |
| ---------- | ----- | ------- | --- |
| Francia    | 3 - 0 | 60 - 29 | +31 |
| Cipro      | 2 - 1 | 48 - 45 | +3  |
| Portogallo | 1 - 2 | 45 - 56 | -11 |
| Turchia    | 0 - 3 | 40 - 63 | -23 |

| Data           | Partita    | Partita | Partita    |
| -------------- | ---------- | ------- | ---------- |
| 28 giugno 2018 | Portogallo | 11 - 16 | Cipro      |
| 28 giugno 2018 | Francia    | 22 - 4  | Turchia    |
| 28 giugno 2018 | Turchia    | 19 - 21 | Portogallo |
| 28 giugno 2018 | Cipro      | 12 - 17 | Francia    |
| 29 giugno 2018 | Turchia    | 17 - 20 | Cipro      |
| 29 giugno 2018 | Francia    | 21 - 13 | Portogallo |

### Fase ad eliminazione diretta
|  | Quarti         | Quarti         |                |         | Semifinali      | Semifinali      |  |  | Finale 1º posto | Finale 1º posto |
|  |                |                |                |         |                 |                 |  |  |                 |                 |
|  | 29 giugno 2018 |                |                |         |                 |                 |  |  |                 |                 |
|  |                |                |                |         |                 |                 |  |  |                 |                 |
|  | Slovenia       | 19             |                |         |                 |                 |  |  |                 |                 |
|  | Slovenia       | 19             | 29 giugno 2018 |         |                 |                 |  |  |                 |                 |
|  | Macedonia      | 10             |                |         |                 |                 |  |  |                 |                 |
|  | Macedonia      | 10             | Slovenia       | 3       |                 |                 |  |  |                 |                 |
|  | 29 giugno 2018 |                | Slovenia       | 3       |                 |                 |  |  |                 |                 |
|  |                | Francia        | 21             |         |                 |                 |  |  |                 |                 |
|  | Francia        | Francia        | 21             | 20      |                 |                 |  |  |                 |                 |
|  | Francia        |                | 29 giugno 2018 | 20      |                 |                 |  |  |                 |                 |
|  | Croazia        | 18             |                |         |                 |                 |  |  |                 |                 |
|  | Croazia        | 18             | Francia        | 16 t.s. |                 |                 |  |  |                 |                 |
|  | 29 giugno 2018 |                | Francia        | 16 t.s. |                 |                 |  |  |                 |                 |
|  |                | Italia         | 15             |         |                 |                 |  |  |                 |                 |
|  | Italia         | Italia         | 15             | 21      |                 |                 |  |  |                 |                 |
|  | Italia         | 29 giugno 2018 |                | 21      |                 |                 |  |  |                 |                 |
|  | Cipro          | 9              |                |         |                 |                 |  |  |                 |                 |
|  | Cipro          | 9              | Italia         | 21      | Finale 3º posto | Finale 3º posto |  |  |                 |                 |
|  | 29 giugno 2018 |                | Italia         | 21      | Finale 3º posto | Finale 3º posto |  |  |                 |                 |
|  |                | Grecia         | 17             |         |                 |                 |  |  |                 |                 |
|  | Serbia         | Grecia         | 17             | 13      | Slovenia        | 18              |  |  |                 |                 |
|  | Serbia         |                |                | 13      | Slovenia        | 18              |  |  |                 |                 |
|  | Grecia         | 19             |                | Grecia  | 11              |                 |  |  |                 |                 |
|  | Grecia         | 19             |                |         | 11              |                 |  |  |                 |                 |
|  |                |                |                |         |                 |                 |  |  | 29 giugno 2018  |                 |
|  |                |                |                |         |                 |                 |  |  |                 |                 |

## Podio
| -  | Paese | Formazione                                                                        |
| -- | --- | --------------------------------------------------------------------------------- |
|    | Francia | Francia 3×30 Seymour, 1 Pontens, 8 Monceau, 45 Eboh, All. -                       |
|    | Italia | Italia 3×30 Spissu, 9 Nobile, 13 Bolpin, 35 Totè, All. -                          |
|    | Slovenia | Slovenia 3×33 Đekanovič, 5 Novak, 6 Kovačevič, 24 Trnjak, All. -                  |
| 4  | Grecia | Grecia 3×312 Rekouniotis · Oikonomopoulos · Persidīs · Mastrogiannopoulos, All. - |
| 5  | Serbia | Serbia 3×3Stefanović, Milaković, Šućov, Simić, All. -                             |
| 6  | Cipro | Template:Cipro maschile pallacanestro 3x3 Giochi del Mediterraneo 2018            |
| 7  | Croazia | Template:Croazia maschile pallacanestro 3x3 Giochi del Mediterraneo 2018          |
| 8  | [[File:Template:Naz/MKD 1995-2019 1995-2019\|class=noviewer\|Template:Naz/MKD 1995-2019 1995-2019 (bandiera)\|50px]] Macedonia | Macedonia 3×37 Atanasov, 9 Nacevski, 11 Mitkov, 20 Robev, All. -                  |
| 9  | Portogallo | Template:Portogallo maschile pallacanestro 3x3 Giochi del Mediterraneo 2018       |
| 10 | Spagna | Spagna 3×3Brià, Omeragic, Oroz, de la Rúa, All. -                                 |
| 11 | Tunisia | Tunisia 3×34 Bhouri, 8 Dhif, 10 Rassil, 11 Hajri, All. -                          |
| 12 | Andorra | Template:Andorra maschile pallacanestro 3x3 Giochi del Mediterraneo 2018          |
| 13 | Turchia | Turchia 3×34 Saraloğlu, 5 Şengün, 24 Alemdaroğlu, 35 Basdan, All. -               |